# Les Trophées du libre
Les Trophées du libre es un concurso internacional cuyo objetivo es promover los proyectos informáticos innovadores y libres. Está abierto tanto a profesionales como a aficionados.
Cuenta con las siguientes categorías:
1. Aplicaciones educativas
2. Aplicaciones profesionales
3. Aplicaciones científicas
4. Herramientas de seguridad y administración de sistemas
5. Aplicaciones lúdicas
6. Tecnología, arte y medios
7. Administración y colectivos

Otorga igualmente los siguientes premios especiales:
1. Proyectos innovadores
2. Premios especiales del jurado
3. Premios de honor para proyectos de gran envergadura

## Ediciones

### Primera edición (2003)
En la primera edición en 2003 compitieron 113 proyectos de 18 países.
El jurado estaba compuesto de una treintena de expertos en software libre (desarrolladores, investigadores, periodistas,...).Los premios concedidos fueron:
- GCompris en la categoría «Educación»
- Koha en la categoría «Estructuras públicas»
- GOK en la categoría « Accesibilidad»
- Dolibarr en la categoría «Gestión empresarial»
- Weasel Reader en la categoría «Gran público»
- Vega Strike en la categoría «Juegos»

### Segunda edición (2005)
Los premios concedidos fueron:
- Lodel en la categoría «Estructuras públicas»
- Prométhée en la categoría «Educación»
- MedinTux en la categoría «Gestión empresarial»
- VideoLAN en la categoría «Multimedia»
- NuFW en la categoría «Seguridad»
- MediaWiki dans le «Premio Especial PHP»

### Tercera edición (2006)
Los premios concedidos fueron:
- OpenElec en la categoría «Estructuras públicas»
- Stellarium en la categoría «Educación»
- Open mobile IS en la categoría «Gestión empresarial»
- Ekiga en la categoría «Multimedia»
- OCS Inventory en la categoría «Seguridad»
- AlternC en la categoría «PHP»

### Cuarta edición (2007)
En la cuarta edición compitieron 149 proyectos de 29 países.
| Evento              | Oro                          | Plata             | Bronce          |
| ------------------- | ---------------------------- | ----------------- | --------------- |
| Seguridad           | Rsyncrypto (ISR)             | Unicornscan (SWE) | Yersinia (ESP)  |
| Gestión empresarial | LimeSurvey (GER)             | Scenari (FRA)     | DeStar (COL)    |
| Administración      | DRBL (TPE)                   | PMB (FRA)         | VHFFS (FRA)     |
| Educación           | Chronojump Boscosystem (ESP) | Scenari (FRA)     | Claroline (BEL) |
| Multimédia / Jeux   | Mediabox404 (FRA)            | sK1 (UKR)         | Herrie (NED)    |
| Ciencia             | SAGE (USA)                   | Getfem++ (FRA)    | Giac/Xcas (FRA) |

### Quinta edición (2009)
El presidente de la edición fue Pierre Spilleboudt, presidente de Audaxis. 
| Evento          | Oro                | Plata                          | Bronce                 |
| --------------- | ------------------ | ------------------------------ | ---------------------- |
| Media           | UniConvertor (UKR) | Coherence (FRA)                | Kinovea (FRA)          |
| Profesional     | GOsa (BEL)         | Support Incident Tracker (GBR) | Projectivity 3.0 (ITA) |
| Seguridad       | Ksplice (USA)      | Enigform and mod_openpgp (ARG) | Inquisitor (RUS)       |
| Administración  | Linea21 (FRA)      | Tellmatic (GER)                | —                      |
| Ciencia         | MathGL (RUS)       | Gmsh (BEL)                     | GRAPHITE (FRA)         |
| Entretenimiento | Pychess (DEN)      | Neverball (CAN)                | Djl (FRA)              |
| Educación       | Vallect (FRA)      | OSCAR (FRA)                    | Emustru (IND)          |

### Premios especiales
- Premio de honor para proyectos de gran envergadura: Ksplice
- Premio especial del jurado: Coherence
- Proyecto innovador: GRAPHITE

- Datos: Q3235927